# ملاسة ملونة
ملاسة ملونة (الاسم العلمي: Crenatula picta)، نوع من ذوات الصدفتين البحرية من فصيلة محارات جناحية. توجد في بحر مدغشقر والبحر الأحمر.